# دیویسویل یارد
دیویسویل یارد (انگلیسی: Davisville Yard) یک حیاط راه‌آهن در خط یک یانگ–یونیورسیتی در تورنتو است. ساختمان نگهداری و ذخیره‌سازی قطار به عنوان کارخانه دیویسویل شناخته می‌شود.